# 담배모자이크바이러스
담배 모자이크 바이러스(tobacco mosaic virus, TMV)는 담배 같은 가지과 식물에게 쉽게 감염되는 RNA 바이러스로, 감염된 식물의 잎에 특정 모양이 나타난다. TMV는 첫 번째로 발견된 바이러스로, 이 감염병의 존재는 19세기 후반에 발견되었지만 1930년이 되어서야 원인 물질이 바이러스라는 것을 발견했다.

## 역사
1883년에 담배모자이크병이 발견된 이후, 과학자들은 식물끼리의 박테리아 감염병으로 생각했다.{
1892년 드미트리 이바노프스키는 담배모자이크병 전염물질에 들어있는 박테리아를 샹베를랭 필터를 통해 걸러내고 나서도 여전히 담배를 감염시킬 수 있다는 것을 확인했다. 이바노프스키는 담배모자이크병의 병원체가 샹베를랭 필터보다 작고 배양이 불가능한 세균일 것이라고 생각했다.
한편 1898년 마르티뉘스 베이예린크도 독립적으로 이바노프스키의 필터 실험을 성공시켰다. 베이예린크는 담배모자이크병이 박테리아가 아닌 다른 것에 의한 것이라고 생각하고 ‘바이러스’라는 이름을 붙였다. 1935년 웬들 메러디스 스탠리는 담배모자이크바이러스를 결정체로 분리하였고, 결정 상태에서도 바이러스가 활성화를 잃지 않음을 보여주었다.
1939년 처음으로 전자 현미경 사진을 촬영했다. 1955년에, 정제된 TMV의 RNA를 싸는 외피 단백질을 자동적으로 결합해 바이러스의 특징이 나타났다. 이것이 가장 안정적인 구조로 밝혀졌다.
제임스 D. 왓슨은 그의 자서전 《이중나선》에서 그가 담배모자이크바이러스의 X선 사진으로 나선 구조를 분석한 것이 나중에 DNA 분자 구조를 예측하는 데에 도움을 주었다고 밝혔다.

## 구조
담배 모자이크 바이러스에는 줄처럼 생긴 외관이 있다. 그 껍질은 외피 단백질 2130의 분자와 게놈 RNA 하나의 분자로 6390개의 염기 가닥으로 만든다. 외피 단백질 객체는 나선형 구조 (나선 회전 당 16.3의 단백질) 같이 막대로 동곳 루프 구조를 형성하는 RNA의 주위에 모인다. 이 단백질 단위체는 4개의 메인 알파 나선으로 합쳐진 158개의 아미노산으로 구성되어 있는데 이것은 비리온의 축으로 가장 가까운 동곳 루프에 들어간다. 비리온의 길이는 300나노미터고 직경은 18나노미터다. 착색한 걸 전자 현미경으로 보면 4나노미터 안팎의 크기를 보인다. RNA는 6나노미터의 반지름에 위치해 있고 RNA는 외피 단백질로서 세포 효소의 반응으로 보호된다. 비리온은 단백질 단위체 당 RNA 뉴클레오티드를 3개씩 가진다.

## 복제
바이러스가 기주세포에 감염하면 바이러스의 몸을 감싸던 외피 단백질을 녹인다. 그리고 바이러스 RNA와 기주세포 속에 있는 리보솜과 결합한다. 복제 효소를 합성한 뒤에 바이러스 안에 있는 RNA를 복제한다. 외피 단백질 mRNA는 리보솜과 다시 결합하여 외피 단백질을 생성한다. 그리하여 TMV입자가 복제가 된다.

## 감염
TMV는 담배 식물을 감염할 때 기주 세포에 들어가서 복제해 얻은 바이러스로 감염한다. 이웃 세포에 들어간 바이러스는 몇 가지 증상을 일으킨다. 질병의 첫 번째 증상이 젊은 잎의 정맥 사이에 있는 초록색 성분을 잡색으로 바꾸어버린다. 모자이크는 식물을 죽음까지 몰지는 않지만, 식물이 막 자랄 때 감염된 경우에는 식물 성장이 방해된다.

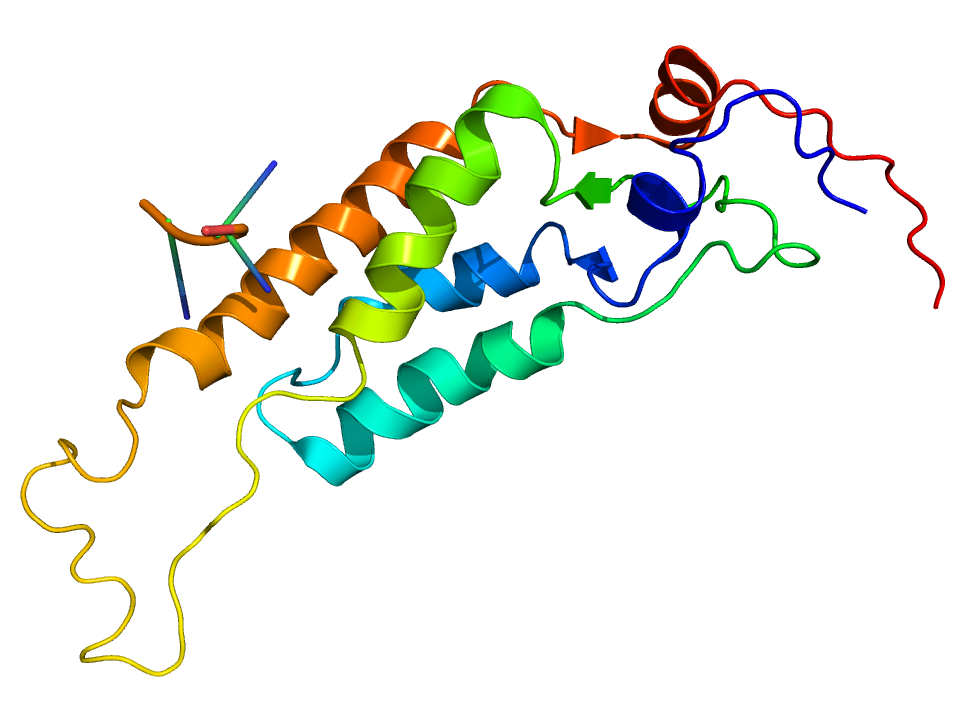
담배모자이크바이러스의 단백질 구조.
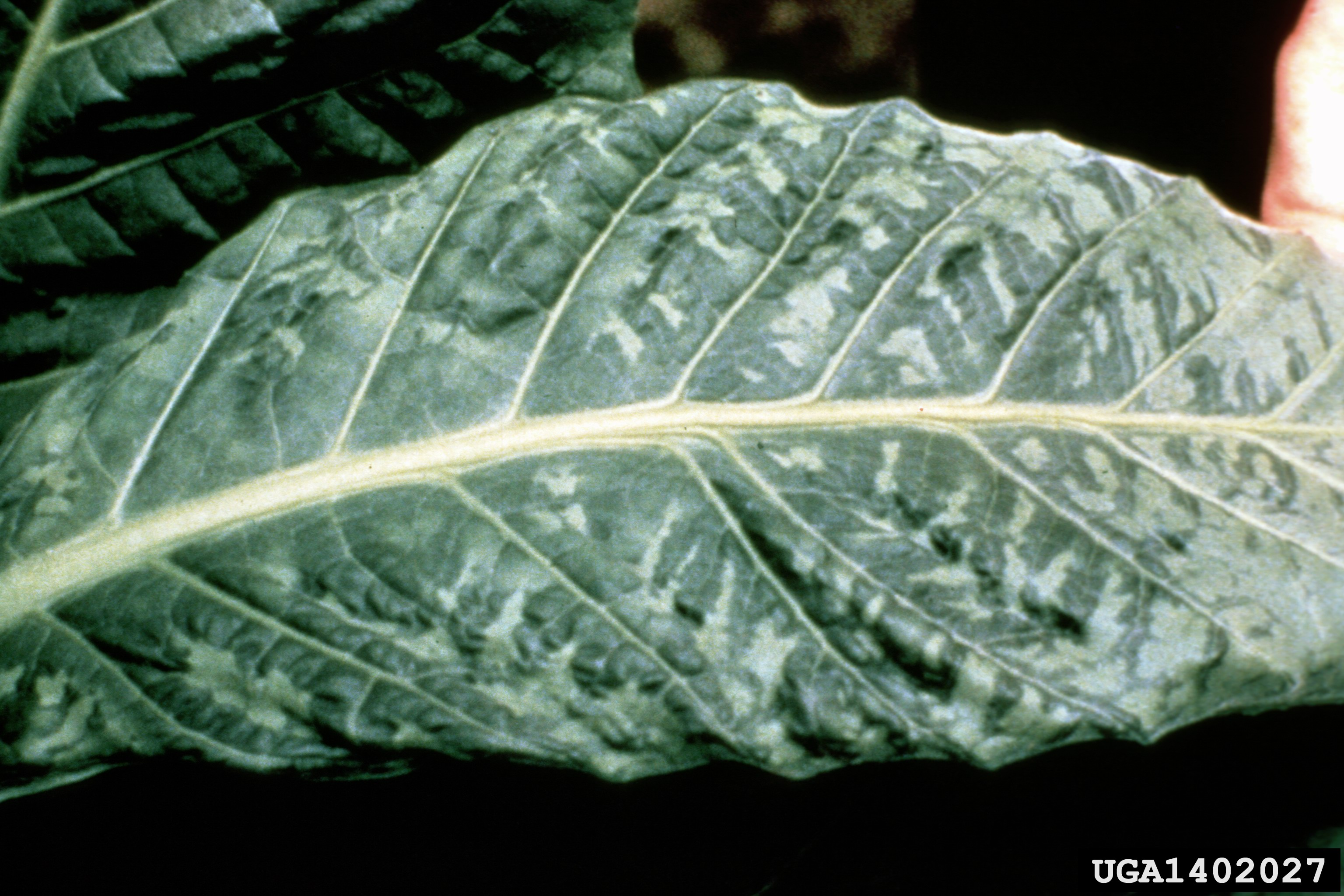
모자이크병에 걸린 담뱃잎.

## 같이 보기
- 로절린드 프랭클린